# Modelo (birra)
Modelo è un marchio sotto cui vengono distribuiti diverse birre dell'azienda messicana Grupo Modelo.

## Storia
La Modelo è la prima birra ideata dall'azienda omonima nell'anno della sua fondazione, il 1925; il mercato di riferimento iniziale della Modelo erano i migranti spagnoli in Messico. Già tre anni dopo le vendite della compagnia, che comprendevano la birra Modelo e la birra Corona superarono le 8 milioni di bottiglie annuali. Nel 1930 fu creata la seconda birra a marchio Modelo, la Modelo Negra. Nel 1933 cominciarono le prime esportazioni sporadiche negli Stati Uniti d'America. Nel 1966 l'azienda decise di provare a distribuire i suoi prodotti anche in lattina: la Modelo fu la prima birra dell'azienda ad essere commercializzata anche con questo packaging e, contemporaneamente, gli fu cambiato il nome, mutandolo in Modelo Especial.
Nel 1994 venne creata la versione light. Nel 2013 fu lanciata la prima birra della linea premiscelata Chelada, la Modelo Especial Chelada, ossia la versione della casa del cocktaill michelada. Nel 2014 fu studiato un riposizionamento del marchio, rendendolo di categoria "premium", ridisegnando il packaging con un ritorno alle forme e i disegni originari, e venne lanciata sul mercato la Modelo Ambar. Quell'anno, la Modelo Especial, con 22,9 milioni di casse vendute, risultò la seconda birra importata più venduta negli Stati Uniti.

## Varianti
Sotto il marchio Modelo si vendono diverse birre:
- Modelo Especial (pilsener - 4,4 %, 1925)
- Modelo Negra (Munich dunkel - 5,4%, 1930)
- Modelo light (American Light Lager - 2,9%, 1994)
- Modelo Amber (Vienna lager - 4.8 %, 2014)

Dal 2013 esiste anche una linea ready to drink di birra miscelata con vari ingredienti vendute in lattina. La linea, venduta in lattina, prende il nome di Modelo Chelada ed è composta da:
- Modelo Chelada Especial (2013): michelada ready to drink.
- Modelo Chelada Tamarindo Picante (2017): birra miscelata con tamarindo piccante[5]
- Modelo Chelada Limon y Sal (2019): birra miscelata con sale e limone[6]
- Modelo Chelada Mango y Chile (2020): birra miscelata con mango e salsa chili[7]